# Corneille Verdonck
Corneille (Cornelis en néerlandais et, latinisé, Cornelius) Verdonck, né à Turnhout en 1563 et mort à Anvers le 5 juillet 1625, est un polyphoniste franco-flamand de la fin de la Renaissance, originaire des Pays-Bas méridionaux.  L'un des derniers membres de cette école pendant la Contre-Réforme, il se distingue surtout comme compositeur de madrigaux caractérisés par des traits à la fois italiens et néerlandais.  On connaît de lui des chants sacrés et des madrigaux à cinq, neuf et dix voix, imprimés à Anvers et à Cologne de 1585 à 1604. 

## Biographie

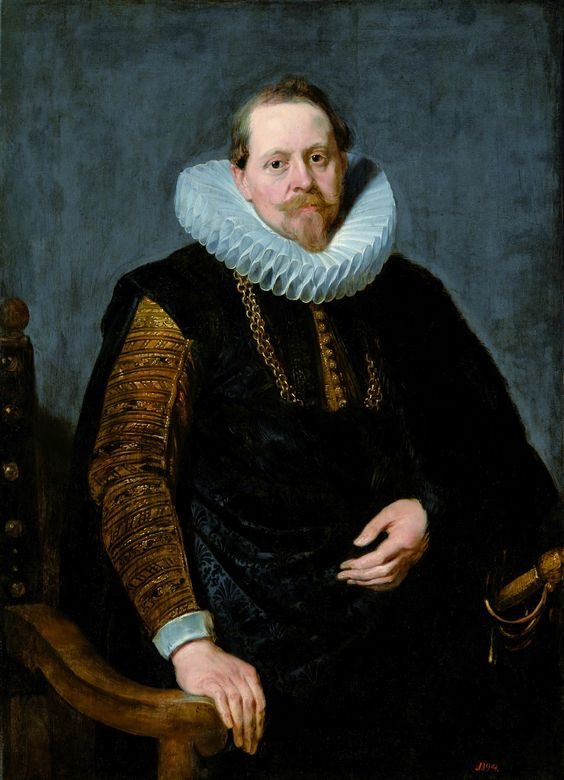
Jean-Charles de Cordes, peint par Rubens vers 1618 (palais sur l'Eau, Varsovie). De Cordes était un des mécènes de Corneille Verdonck.

Dès ses premières années, il est membre de la maison de Corneille Pruenen, sénateur et trésorier de la ville d'Anvers.  Il devient enfant de chœur à la cathédrale Notre-Dame d'Anvers, où il demeure jusqu'à l'âge de neuf ans.  En 1572, il s'installe en Espagne pour y devenir enfant de chœur de la chapelle flamande du roi Philippe II à Madrid, où il demeure jusqu'à l'âge de la mue, au début de 1580, après quoi il revient aux Pays-Bas pour étudier à Anvers auprès de Séverin Cornet et peut-être aussi d'Hubert Waelrant.  Vers cette époque, ses premières compositions sont publiées avec celles de Cornet. 
En 1584, Verdonck retourne en Espagne pour y être renommé chanteur du chœur de Philippe II, poste qu'il occupe de 1598 à 1599 pour revenir à Anvers par la suite.  En 1599, il contribue à l'entrée solennelle à Anvers de deux nouveaux mariés, les archiducs Albert et Isabelle, par son motet Prome novas, interprété, selon des témoins oculaires, par six enfants de chœur installés sur le dos d'un éléphant marchant à côté de l'archiduc et de l'archiduchesse ; il est toutefois impossible de savoir avec certitude si l'animal était vrai ou faux.  Il s'agit du seul motet dont on sait qu'il a été destiné à être joué sur un dos d'éléphant. 
Il obtient une prébende à Eindhoven, qu'il conserve jusqu'en 1622.  Il semble qu'il soit resté toute sa vie au service des citoyens aisés, sauf lors de son séjour en Espagne.  La dédicace d'un recueil de madrigaux, publié en 1603, indique qu'un de ses employeurs de l'époque était Jean-Charles de Cordes, neveu de son premier mécène.  Verdonck a sans doute vécu aux Pays-Bas jusqu'à sa mort, survenue en 1625.

## Style et influences
Verdonck est un représentant tardif du style madrigalesque italien tel que pratiqué en dehors de l'Italie.  Il a composé des madrigaux italiens sans jamais avoir mis le pied sur le sol italien.  Il avait adopté un style assez conservateur, en évitant les innovations de la musique du baroque naissant (vers 1600), telles que la monodie et la basse continue.  Préférant plutôt travailler dans le style de la polyphonie vocale de la fin du XVIe siècle, il écrit, pour la préface de son recueil de madrigaux de 1599, des propos cinglants sur le déclin des normes musicales dans son pays natal, jadis le centre de la musique européenne : 
« […] soit ses douces harmonies ont été interrompues par les tempêtes de Mars, trop longtemps maître de ces régions, soit la musique a cessé d'être considérée par celui qui, plein de confusion […], n'est pas capable de reconnaître ce qui est tellement riche en accords et en harmonie. »
Ce qui subsiste de l'œuvre de Verdonck se compose pour la plus grande partie d'œuvres sacrées.  Il a pourtant également écrit des chansons et des madrigaux italiens et français.  Certaines de ces chansons sont écrites pour un nombre de voix inhabituellement élevé.  Ainsi, son recueil Poésies françaises de divers autheurs, de 1599, est destiné à dix voix indépendantes.  La texture de la musique est le plus souvent en contrepoint, avec parfois des syncopes animées.  Aux paroles de l'un de ses madrigaux, Donna bella e gentile (Belle et gentille dame), on a substitué celles d'un texte anglais, Lady, you look so gentle (Madame, vous avez l'air si douce), paru dans Musica Transalpina (Musique transalpine), un recueil rassemblé par Nicholas Yonge, qui a ainsi lancé un engouement extrême pour le madrigal en Angleterre. 
Verdonck et d'autres compositeurs, tels qu'Hubert Waelrant et André Pevernage, ont mis en musique des vers « brabançons » (c'est-à-dire néerlandais, mais de style brabançon) de Jean van der Noot.  On ne conserve aucune trace de ces chansons néerlandaises, si ce n'est leur mention dans une source indirecte. 
L'œuvre de Verdonck contient plusieurs motets et un Magnificat à quatre, cinq et même six voix.  Le Magnificat de 1585, à cinq voix, est reproduit sur une gravure originale sur cuivre.